# Сланцы

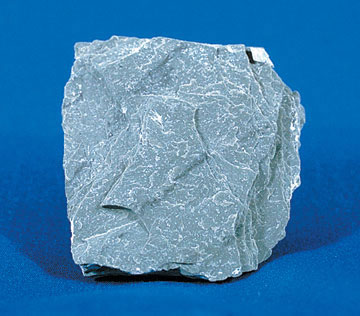
Аспидный (кристаллический) сланец

Сла́нцы — общее название разнообразных горных пород с параллельным (слоистым) расположением срастаний низко- или среднетемпературных минералов (таких как хлорит, актинолит, серицит, серпентин, эпидот, мусковит, альбит, кварц, ставролит), входящих в их состав; в них часто сохраняются реликтовые структуры. Сланцы относительно легко можно раскалывать на пластины.
Формирование сланцев шло разными способами. Повсеместно распространены сланцы, сформированные из осадочных отложений под действием температур и давления (глинистые, кремнистые и др.). Глинистые сланцы могут раскалываться на тонкие плоские пластины толщиной 2,5—6 мм, которые ранее широко применялись в строительстве (сланцевый шифер).
Другой разновидностью являются метаморфические сланцы, которые возникли при перекристаллизации исходных пород, среди которых могут быть не только осадочные, но и магматические, чаще вулканические.

## Свойства

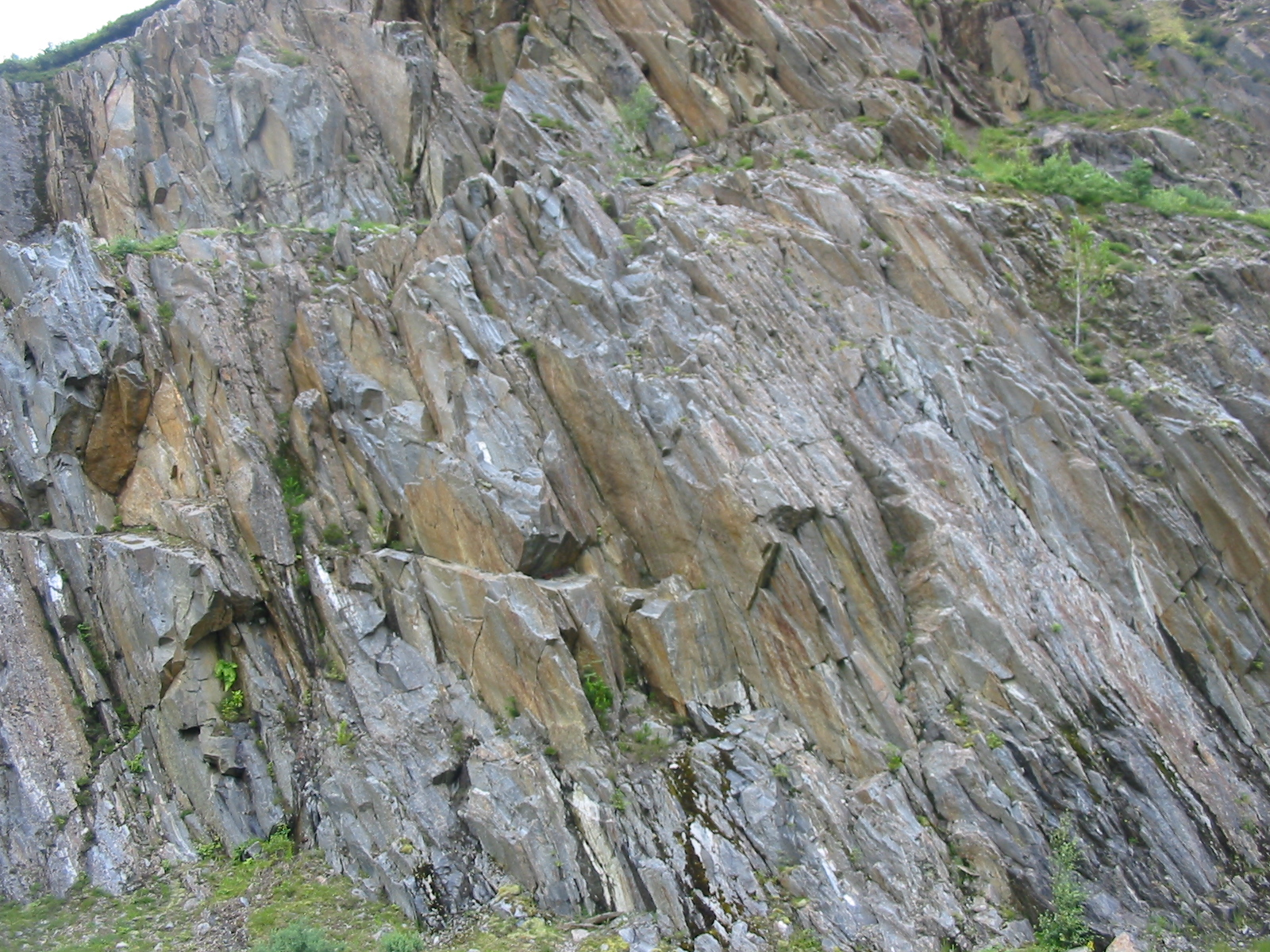
Шотландия, обнажение сланцевых пород на склоне

Парагенезис минералов зависит не только от химического состава образующихся пород, но также в значительной мере от той глубины, на которой происходит процесс, то есть от термодинамических условий. Под влиянием сильных динамических воздействий горные породы превращаются в кристаллические сланцы, сохраняющие способность легко расслаиваться или раскалываться на пластинки и плитки (таковы, прежде всего, глинистые, аспидные и слюдяные сланцы, а также гнейсы и др.). Если в процессе метаморфизма участвуют тонкослоистые осадочные породы, а направление давления совпадает с направлением слоистости или близко к нему, то происходит сминание прослоек с образованием многочисленных мелких складок. Как следствие, сланцы характеризуются сланцеватостью — способностью легко расщепляться на отдельные пластины. Относятся к терригенным (обломочным) или к метаморфическим горным породам. Как всякий морфологический термин, понятие сланца имеет собирательный характер и может относиться к самым разным с точки зрения состава складчатым породам.
В некоторых, например, в золенгофенских сланцах (плотных тонкозернистых породах, предположительно, образовавшихся в морских лагунах) обычно содержится множество ископаемых остатков.
Интересные наблюдения о сланцевых породах на Восточном Саяне оставил князь Кропоткин, побывавший в середине XIX века в Бурятии. В частности, он обратил внимание на видовое разнообразие складчатых пород в Тункинской котловине, в том месте, где когда-то ранее по его наблюдениям было большое озеро. Вода этого естественного водоёма когда-то стояла на четыре метра выше теперешнего уровня пади Жемчуга, но затем отступила, обнажив размытые горные породы.

Так как уже было поздно, а впереди предстояло ещё два трудных переезда через Жемчуг, то я перешёл на правый его берег и еле выбрался среди густого леса, грязи и мшистых кочек к горам правого берега, где встретил обнажения только еврейского камня, простирающиеся на полверсты. В сиените попадается вениса. Жемчуг катит свои быстрые волны, извиваясь по пади и нанося громадные валуны гранитов, еврейского камня с кристаллами жёлтого шерла, зернистого кварца, облечённого чёрною слюдою гнейсов и других кристаллических сланцев.
— Пётр Кропоткин, «Поездка в Окинский караул» (глава II «Тункинская котловина»)

## Применение
В строительстве применяется в качестве наружного отделочного материала, а также как верхний слой кровли (сланцевый шифер).
Фукситовый сланец, по классификации А. Е. Ферсмана и М. Бауэра, относится к поделочным (полудрагоценным) камням второго порядка.